# José María Portillo Valdés
José María Portillo Valdés (Bilbao, 1961) és doctor en Geografia i Història i professor titular de la Universitat del País Basc. És deixeble de Pablo Fernández Albaladejo i especialista en història constitucional espanyola, en particular història institucional basca, i en el procés de reforma constitucional del segle xviii i de començaments del segle xix, que va culminar amb la promulgació de la Constitució de 1812. És membre del grup de recerca HICOES (Història Constitucional Espanyola). Portillo Valdés ha exercit la docència i la recerca en diverses institucions europees i americanes, entre elles el Centre degli Studi per la Storia del Pensiero Giuridico Moderno de la Universitat de Florència; la Universitat de Georgetown, on va ocupar la Càtedra Príncep d'Astúries, i la Universitat de Nevada, el Col·legi de Mèxic o la Universitat Externat de Colòmbia. A Espanya ha estat professor convidat a la Universitat Autònoma de Madrid i a la Universitat de Santiago de Compostel·la. Ha publicat El nacimiento de la política en España, 1808-1869 (2013), El momento gaditano: la Constitución en el orbe hispánico, 1808-1826 (2012), Los caminos de la ciudadanía. México y España en perspectiva comparada (2010) i La vida atlántica de Victorián de Villava (2009).